# Balak (auteur)
Pour les articles homonymes, voir Balak (homonymie).
 (mai 2021).
Balak, nom de plume d’Yves Bigerel, est un storyboardeur, dessinateur, et scénariste de bande dessinée français né le 17 novembre 1979 à Nancy.

## Biographie
Yves Bigerel fait d'abord des études de philosophie avant d'entrer aux Gobelins pour une formation de trois ans à la réalisation de dessins d'animation, dont il sort diplômé en 2006.
Avec Bastien Vivès et Michaël Sanlaville, il crée en 2013 le manga français Lastman. Cette série, dont il est co-scénariste et storyboarder, est doublement primée en 2015, comme meilleure série au 42e Festival international de la bande dessinée d'Angoulême et au Festival italien Lucca Comics and Games.
L'adaptation en série animée de cette bande dessinée est diffusée fin 2016 par France 4, avec en réalisateur Jérémie Périn, en directeur d'écriture Laurent Sarfati et Balak au scénario. En 2018, la série est également présente sur Netflix. Pour la réalisation de la saison 2 de Lastman, il est indiqué que Balak assurera la cohérence entre la bande dessinée et l’animé .
Il est aussi le créateur en 2009 du format de bande dessinée numérique baptisée TurboMedia, un mode de lecture spécifique pensé pour les écrans. Certaines de ses créations ainsi que celles d'autres auteurs sont regroupées sur la plateforme Turbo Interactive. Mark Waid et Joe Quesada lui proposent d'écrire des one shots en TurboMedia pour Marvel.
Balak était présent  avec une amie au moment des événements du Bataclan en 2015, il en fait le récit publiquement en 2016 .

## Œuvres
- Lord of Burger (tomes 1 et 2), dessinateur.
- 2013 - 2019 : Lastman, série écrite et dessinée avec Michaël Sanlaville et Bastien Vivès (12 tomes, Casterman).
- Depuis 2013 : Les Kassos, web-série dont il est le créateur. Balak scénarise et réalise la plupart des épisodes.
- 2016 : scénariste sur la série d'animation Lastman, préquelle à la bande dessinée du même nom.
- 2018 :
  - Vermin. Série anciennement diffusée sur Blackpills. Disponible sur le catalogue français de Netflix depuis le 1er février 2020
  - Peepoodo & the Super Fuck Friends. Une web-série diffusée par Blackpills.
- 2023 : Captain Laserhawk: A Blood Dragon Remix, directeur créatif de la série et comédien de doublage pour le personnage de Bullfrog.